# Типология транссексуальности Блэнчарда
Типоло́гия транссексуа́льности Блэ́нчарда или тео́рия аутогинефили́и Блэ́нчарда — спорная психологическая типология транс-женщин, отвергаемая некоторыми учёными, занимающимися трансгендерными исследованиями, которую разработал Рей Блэнчард в течение 1980-х и 1990-х годов, опираясь на работу своего коллеги, Курта Фройнда. 
Блэнчард разделил транс-женщин на две группы: гомосексуальные транссексуалы, которые испытывают влечение исключительно к мужчинам и отличаются женственными манерами с раннего детства; и аутогинефильные транссексуалы, которые испытывают сексуальное возбуждение при мысли о наличии женского тела (аутогинефилия). По мнению Блэнчарда и его сторонников, такая типология объясняет различия между двумя группами в детской гендерной неконформности, сексуальной ориентации, истории сексуального фетишизма и возрасте перехода.
Сторонниками теории являются такие исследователи, как Энн Лоренс, Майкл Бейли, Джеймс Кантор и другие, которые утверждают, что существуют значительные различия между двумя предложенными группами, в том числе различия в сексуальности, возрасте перехода, этнической принадлежности, степени интеллекта, фетишизма. Критикуют исследования и теорию Чарльз Аллен Моузер, Джулия Серано, Джейми Вел, Ларри Наттброк, Джон Бэнкрофт, которые считают, что теория плохо представляет трансгендерных женщин и преуменьшает значение вопроса гендерной идентичности. Серано указывает на нефальсифицируемость концепции, что, по её мнению, делает её ненаучной.
Теория была предметом протестов некоторых трансгендерных людей, пик которых пришёлся после публикации книги Джона Майкла Бейли «The Man Who Would Be Queen» в 2003 году. После этой публикации теория Блэнчарда часто стала рассматриваться как поведенческое описание, а не в качестве объяснения транссексуальности, и только дальнейшие научные исследования могут решить этот вопрос. Всемирная профессиональная ассоциация по здоровью трансгендерных людей (WPATH) в настоящее время не поддерживает концепцию, ссылаясь на необходимость дальнейших исследований. В настоящее время концепция популярна среди транс-эксклюзивных радикальных феминисток.

## Ранние исследования
Явление транссексуальности до XX века практически не исследовалось. Наблюдения, свидетельствующие о том, что существует несколько типов транссексуальности, относятся к началу 20-го века. Хэвлок Эллис использовал термины эонизм и сексуально-эстетическая инверсия в 1913 году для описания межполовых чувств и поведения. Первую классификацию транссексуальных людей можно найти в работе Магнуса Хиршфельда 1923 года. Хиршфельд разделил случаи на пять типов: гомосексуальные, бисексуальные, гетеросексуальные, асексуальные и аутомоносексуальные гомосексуалы. Термин аутомоносексуализм был введён Г. Роледер в 1901 году для обозначения возбуждения, вызванного собственным телом. Хиршфельд использовал термины для описания возбуждения у натальных мужчин к мысли или образу себя как женщины.
Исследователи использовали различные подмножества этой типологии в течение нескольких десятилетий. Рэндалл классифицировал случаи транссексуальных людей на гомосексуалов, гетеросексуалов или бисексуалов. Валиндер использовал гомосексуалов, гетеросексуалов и асексуалов. Бентлер также разделил послеоперационных транссексуалов на гомосексуалов, гетеросексуалов и асексуалов, хотя асексуальную группу можно было бы лучше описать как аналлоэротическую, из-за их сообщений о высоких показателях мастурбации.
В 1966 году Гарри Бенджамин писал, что исследователи в это время думали, что влечение к мужчинам при ощущении себя женщиной являлось фактором, который отличал трансвеститов двойной роли от транссексуалов. Другие исследователи предложили и другие типологии. В 1978 году Нил Бюрич и Нил Макконахи описали только две категории: фетишистские трансвеститы которые испытывали эротическое возбуждение во время переодевания и гетеросексуального возбуждения, и ядерные транссексуалы, которые этого не ощущали.
Курт Фройнд утверждал, что существует два этиологически различных типа транссексуальных людей между мужчинами и женщинами: один тип, не связанный с фетишизмом и обнаруженный среди андрофильных транс-женщин, и другой, связанный с фетишистским кроссдрессингом и обнаруженный среди гинекологических транс-женщин. Фройнд утверждал, что сексуальное возбуждение в этом последнем типе может быть связано не только с перекрестным одеванием, но и с другими типичными для женщин формами поведения, например, нанесение макияжа или бритье ног. Блэнчард приписывает Фройнду то, что он был первым автором, который различал эротическое возбуждение, вызванное переодеванием в женское платье (трансвеститский фетишизм), и эротическое возбуждение, вызванное физическим преобразованием в более типичную женскую форму (аутогинефилия).
Идея о том, что существуют два типа транс-женщин, долгое время являлась повторяющейся темой в клинической литературе. До исследований Блэнчарда эти две группы были описаны как «гомосексуальные транссексуалы», если их сексуально привлекали мужчины, и «гетеросексуальные фетишистские трансвеститы», если их сексуально привлекали гомосексуалисты-трансвеститы. Эти ярлыки несли в себе социальную стигматизацию простого сексуального фетишизма и обращали транс-женскую самоидентификацию в сторону «гетеросексуальности» или «гомосексуалистов» соответственно.
Когда Блэнчард начал свои исследования, все исследователи этой темы «выявили гомосексуальный тип нарушения гендерной идентичности, который встречается у гомосексуалистов обоих полов. Кроме того, существует общее согласие в отношении клинического описания этого синдрома, как он проявляется у мужчин и женщин». Исследователи в то время согласились с тем, что «нарушение гендерной идентичности также происходит у мужчин, которые не являются гомосексуалистами, но лишь редко, если вообще, у негомосексуальных женщин» и что «однако нет единого мнения о классификации нарушений негомосексуальной гендерной идентичности. Авторитеты расходятся во мнениях относительно количества различных синдромов, клинических характеристик различных типов и используемых для их идентификации ярлыков».
В 1980 году в DSM-III был введён новый диагноз «302.5 Транссексуализм» в разделе психосексуальных расстройств. Это было попыткой предусмотреть диагностическую категорию для расстройств гендерной идентичности.

## Аутогинефилия и аутоандрофилия
Аутогинефилия (от др.-греч. αὐτός — «само-», γυνή — «женщина» и φιλία — «любовь»; «любовь к себе как к женщине») — термин, введённый в 1989 году Рэйем Блэнчардом, относящийся к «перверсивной тенденции человека сексуально возбуждаться от мысли или образа самого себя в качестве женщины». Альтернативные названия этого термина: аутомоносексуализм, эонизм и сексо-эстетическая инверсия. DSM-IV-TR включает в себя практически эквивалентное определение и признаёт аутогинефилию в качестве обычного явления в фетишистском трансвестизме, но не классифицирует её как расстройство само по себе. Рабочая группа по парафилиям включила в DSM-5 аутогинефилию и аутоандрофилию как подтипы трансвестизма, против чего выступила Всемирная профессиональная ассоциация по здоровью трансгендерных людей (WPATH) из-за отсутствия очевидных эмпирических доказательств этой теории.
Блэнчард приводит примеры, иллюстрирующие аутогинефильные сексуальные фантазии, из рассказов людей:

Филипп начал мастурбировать в период полового созревания, которого достиг в возрасте 12 или 13 лет. Самая ранняя сексуальная фантазия, которую он смог вспомнить, это желание иметь тело женщины. Когда он мастурбировал, он представлял себя обнажённой женщиной, лежащей в одиночестве в своей постели. Его мысленные образы были сосредоточены на его груди, влагалище, мягкости его кожи и так далее, на всех характерных чертах женского телосложения. Она остаётся его любимой сексуальной фантазией на протяжении всей жизни.
Оригинальный текст (англ.)Philip was a 38-year-old professional man referred to the author's clinic for assessment....Philip began masturbating at puberty, which occurred at age 12 or 13. The earliest sexual fantasy he could recall was that of having a woman's body. When he masturbated, he would imagine that he was a nude woman lying alone in her bed. His mental imagery would focus on his breasts, his vagina, the softness of his skin, and so on—all the characteristic features of the female physique. This remained his favorite sexual fantasy throughout his life.

Однако, как указывает Джулия Серано, гендерная дисфория у многих транс-женщин в исследованиях Блэнчарда проявлялась ещё до появления данных сексуальных фантазий.
Согласно Блэнчарду, «аутогинефилия не обязательно вызывает сексуальное возбуждение каждый раз, когда он представляет себя женщиной или ведёт себя как женщина, не больше, чем гетеросексуальный мужчина автоматически испытывает эрекцию, когда он видит привлекательную женщину. Таким образом, понятие аутогинефилия — как и гетеросексуальность, гомосексуальность или педофилия — относится к потенциалу для полового возбуждения».
Блэнчард выделил четыре подтипа аутогинефильных сексуальных фантазий, но заметил, что «все четыре типа аутогинефилии, как правило, сочетаются с другими типами, а не встречаются поодиночке»:
- трансвеститская аутогинефилия — возбуждение от фантазий о переодевании в типичную женскую одежду или от самого переодевания;
- поведенческая аутогинефилия — возбуждение происходит от действий или фантазий, связанных с поведением, характерным для женщин;
- психологическая аутогинефилия — возбуждение от мысли обладать специфическими женскими функциями тела (беременность, менструация и т. п.);
- анатомическая аутогинефилия — возбуждение от фантазий иметь женское тело или некоторые его черты (грудь, влагалище).

Также существуют мужчины по рождению, которые рассказали о сексуальном возбуждении от идеи иметь только некоторые, но не все элементы женской анатомии, например, иметь грудь, но сохранить при этом свой пенис и яички; Блэнчард назвал этот феномен частичной аутогинефилией.
Блэнчард также считал более корректным отнесение аутогинефилии к сексуальной ориентации, а не парафилиям.
Блэнчардом также введён термин «аналлоэротицизм» (англ. analloeroticism, от an- — «не», отрицательный префикс + allo-, от др.-греч. ἄλλος — другой + erotic — любовный, эротический), означающий отсутствие сексуального влечения к людям любого пола у лиц с гендерной дисфорией. При этом им описывались случаи, когда аутогинефилия была настолько сильно выражена, что это сводило на нет любое влечение к реальным людям.
Чтобы проверить возможность того, что генетические женщины также могут испытывать аутогинефилию, Мозер (2009) создал шкалу аутогинефилии для женщин на основе пунктов, использующихся для классификации транс-женщин по аутогинефилии в других исследованиях. Анкета, содержащая эту шкалу, была распространена среди 51 женщины из сотрудниц городской больницы, из них 29 были заполнены и возвращены для анализа. По общему определению как ощущение эротического возбуждения от мысли или представления себя в качестве женщины, у 93 % опрошенных была зафиксирована аутогинефилия. При использовании более строгого определения как «частого» возбуждения от таких мыслей, аутогинефилия была зафиксирована у 28 % респондентов. Однако в отзыве на статью Лоуренс (2009) подвергла критике методологию и выводы Мозера, утверждая, что настоящая аутогинефилия крайне редко встречается у генетических женщин.

### Аутоандрофилия и аутоандрофобия
Аналогичный термин аутоандрофилия относится к женщинам от рождения, которые сексуально возбуждаются от мысли или образа себя в качестве мужчины. Аутоандрофилия была классифицирована как тип фетишистского трансвестизма в предварительной редакции DSM-5, но не включён в конечную версию. Само явление было исследовано значительно меньше, чем аутогинефилия, Блэнчард говорил, что предложил этот термин чтобы избежать обвинения в сексизме, а вообще он даже не был уверен, существует ли аутоандрофилия вообще.
Аутоандрофобия (с греческого αὐτός — «само-», ἀνήρ — «мужчина» и φόβος — «страх»; «боязнь себя как мужчины») — родственный, но всё же отличный от аутогинефилии термин, который придумал Чарльз Мозер (2010). Некоторые транс-женщины, которым был противопоказан приём эстрогенов (например, из-за тромбоза глубоких вен), заметили, что одних лишь антиандрогенов вполне достаточно, чтобы облегчить их гендерную дисфорию. Это свидетельствует о том, что транс-женщины стремятся не только обладать женскими характеристиками, но и подавлять мужские. По мнению Мозера, «желание подавлять другие сексуальные интересы не характерно для лиц с парафилиями».
Критик концепции Блэнчарда, Джулия Серано, соглашаясь с существованием описываемых явлений как таковых, предполагает вместо терминов «аутогинефилия» и «аутоандрофилия» использовать соответственно термины FEFs и MEFs (female/feminine embodiment fantasies и male/masculine embodiment fantasies).